# التاريخ الجيني لأوروبا

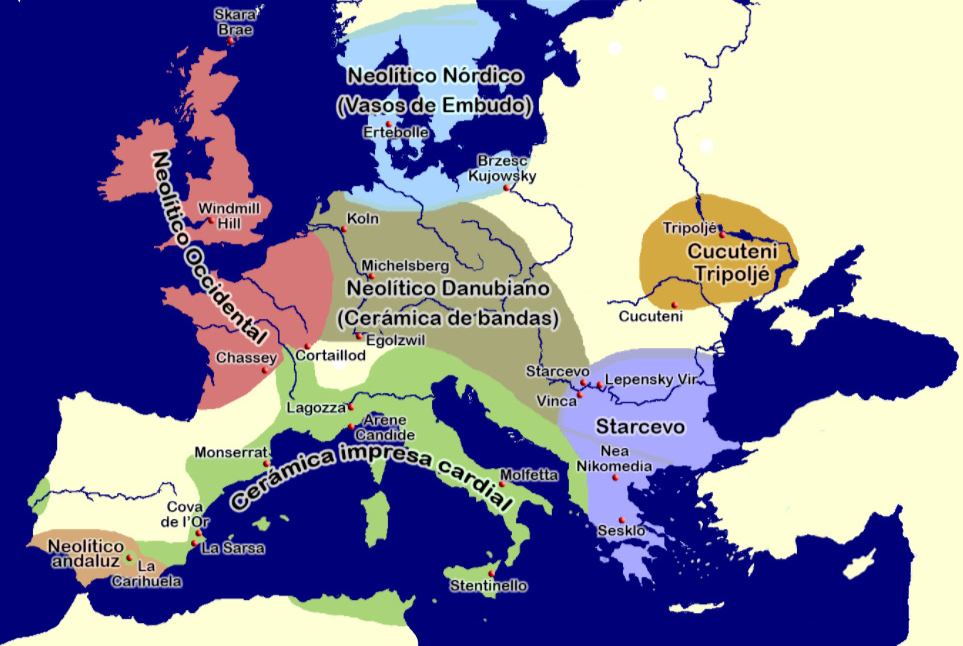

لا يمكن فصل التاريخ الجيني لأوروبا منذ العصر الحجري القديم العلوي عن التاريخ الأوسع أوراسيا الغربية. قبل نحو 50000 سنة (50 كا)، ظهرت سلالة غربية أوروبية آسيوية (إلى جانب سلالة شرق آسيوية منفصلة) من سلالة «لا أفريقية» غير متمايزة تبلغ 70000 سنة. اكتسب كل من شرق وغرب أوراسيا الأساسيين امتزاج النياندرتال (الإنسان البدائي) في أوروبا وآسيا.
عاشت سلالات البشر الأوروبيون الأوائل الحديثون (إي إي إم إتش) منذ ما بين 40000 و26000 عام (الحضارة الأورينياسية) وكانوا جزءًا من مجموعة كبيرة من السكان «الأوراسيويين» المنتمين إلى سكان وسط وغرب آسيا. يكون التشعب في مجموعات فرعية متميزة وراثيًا داخل غرب أوراسيا وهو نتيجة لزيادة الضغط الانتقائي وتأثيراالمؤسس خلال الذروة الجليدية القصوى الأخيرة (إل جي إم - الحضارة الكرافيتية). بحلول نهاية إل جي إم، بعد 20000 سنة، انحدرت من سلالة أوروبية غربية، وأُطلق عليها اسم جامع هنتر غرب أوروبا (دبليو إتش جي) من الحضارة السوليوترية خلال العصر الحجري الوسيط الأوروبي. استُبدلت ثقافات جامع-هنتر هذه في العصر الحجري الحديث بشكل كبير مع وصول سلالات المزارعين الأوروبيين الأوائل (إي إي إف) المستمدة من مجموعات الميزوليتية (العصر الحجري المتوسط) في غرب آسيا (الأناضول والقوقاز). أثناء العصر البرونزي الأوروبي، كان هناك بدائل سكانية كبيرة -مرة أخرى- في أجزاء من أوروبا بسبب اقتحام سلالات شمال أوراسيا القديمة (إيه إن إي) من سهول جسر قزوين. ارتبط بدائل السكان في العصر البرونزي بثقافة القدور الجرسية والتوسع الهندو-أوروبي لغويًا.
نتيجة لتنقلات السكان خلال العصر الحجري الوسيط إلى العصر البرونزي، تميزت الشعوب الأوروبية الحديثة بالاختلافات في أصول (دبليو إتش جي) و(إي إي إف) و(إيه إن إي). اختلفت معدلات الامتزاج جغرافيًا؛ في أواخر العصر الحجري الحديث، كان أصل (دبليو إتش جي) عند مزارعي المجر نحو 10%، ونحو 25% في ألمانيا ووصل إلى 50% في إيبيريا. تعد مساهمة (إي إي إف) أكثر أهمية في أوروبا المتوسطية، وتنخفض نحو شمال وشمال شرق أوروبا، إذ يكون أصل (دبليو إتش جي) أقوى؛ السردينيون هم أقرب السكان إلى (إي إي إف). عُثر على أصول (إيه إن إف) في جميع أنحاء أوروبا، مع وجود حد أقصى بلغ حوالي 20% عند شعب البلطيق والفنلنديين.
يرتبط تولد إثنيات للمجموعات العرقية الحديثة في أوروبا في الفترة التاريخية بمزيج بين العديد من الأحداث، في المقام الأول تلك المرتبطة بالتوسعات الرومانية، والجرمانية، والإسكندنافية، والسلافية، والعربية والتركية.
أصبح البحث في التاريخ الجيني لأوروبا ممكنًا بدءًا من النصف الثاني من القرن العشرين، لكنه لم يسفر عن نتائج بدقة عالية قبل التسعينيات. في التسعينيات، أصبحت النتائج الأولية ممكنة، لكنها بقت تقتصر في الغالب على دراسات الأنساب والميتوكوندريا والكروموسومات Y. أصبح الوصول إلى الحمض النووي الجسمي أسهل في العقد الأول من القرن الحادي والعشرين، ومنذ منتصف عام 2010، نُشرت نتائج دقيقة لم يكن بالإمكان الوصول إليها سابقًا، إذ اعتمد الكثير منها على تحليل الجينوم الكامل للحمض النووي القديم بوتيرة متسارعة.

## عصور ما قبل التاريخ
يمكن تتبع ما قبل تاريخ الشعوب الأوروبية من خلال فحص المواقع الأثرية والدراسات اللغوية وفحص الحمض النووي للأشخاص الذين يعيشون في أوروبا أو من الحمض النووي القديم. يستمر البحث وهكذا تصعد النظريات وتهبط. على الرغم من أنه من الممكن تتبع هجرات الأشخاص عبر أوروبا باستخدام التحليل المؤسسي للحمض النووي، لكن معظم المعلومات حول هذه الحركات تأتي من علم الآثار.
من المهم ملاحظة أن تصفية أوروبا لم تحدث في هجرات منفصلة، مثلما قد يبدو مقترحًا. وبدلًا من ذلك، كانت عملية الاستيطان معقدة و«من المحتمل أنها حدثت في موجات متعددة من الشرق وقد حُجبت لاحقًا بآلاف السنين من التدفق الجيني المتكرر».
بسبب الانتقاء الطبيعي، انخفضت نسبة الحمض النووي للنياندرتال في الأوروبيين القدماء تدريجيًا مع مرور الوقت. من 45000 بي بّي إلى 7000 بي بّي، وانخفضت النسبة من نحو 3-6% إلى 2%. حدثت إزالة الأليلات المشتقة من النياندرتال بشكل متكرر حول الجينات أكثر من الأجزاء الأخرى من الجينوم.

### العصر الحجري القديم
سكن البشر البدائيون معظم أوروبا وغرب آسيا منذ ما قبل 130,000 عام. كانوا موجودين في أوروبا في وقت متأخر قبل 30,000 عام. واستُبدلوا في نهاية المطاف بالبشر الحديثين تشريحيًا (إيه إم إتش؛ المعروفون أحيانًا باسم كرو-ماغنونز، بالإنجليزية: Cro-Magnons)، الذين بدأوا في الظهور في أوروبا منذ نحو 40000 عام. بالنظر إلى احتمال وجود نوعين من البشر في أوروبا، تساءل علماء الأنثروبولوجيا منذ فترة طويلة عن تمازج النوعين. جرى حل السؤال في عام 2010، عندما ثبت أن السكان الأوراسيين يظهرون خليط النياندرتال، المقدر بـ 1.5-2.1% في المتوسط. أصبح السؤال الآن ما إذا كان هذا المزج قد حدث في أوروبا، أو بالأحرى في بلاد الشام، قبل هجرة الـ(إيه إم إتش) إلى أوروبا.
كانت هناك أيضًا تكهنات حول وراثة جينات معينة من النياندرتال. على سبيل المثال: موضع MAPT 17q21.3 المنقسم إلى سلالات جينية عميقة H1 وH2. نظرًا لأن سلالة H2 تبدو مقتصرة على السكان الأوروبيين، فقد جادل العديد من المؤلفين في إرث النياندرتال ابتداء من عام 2005. ومع ذلك، فشلت النتائج الأولية من تسلسل جينوم النياندرتال الكامل في ذلك الوقت (2009) في الكشف عن أدلة على التزاوج بين إنسان نياندرتال والبشر الحديثين. بحلول عام 2010، النتائج التي توصل إليها سفانتي بيبو (معهد ماكس بلانك للأنثروبولوجيا التطورية في لايبزيغ، ألمانيا)، وريتشارد إي جرين (جامعة كاليفورنيا، سانتا كروز)، وديفيد رايش (كلية الطب بجامعة هارفارد)، مقارنة المواد الوراثية من عظام ظهر ثلاثة من النياندرتال مع خمسة من البشر المعاصرين علاقة بين النياندرتال والأشخاص المعاصرين خارج إفريقيا.